# Ынтхун
Ынтхун? (иер. 梧桐河, кит.-рус. Утунхэ; англ. Ng Tung; также известная как River Indus) — река в Гонконге, на северо-востоке Новых территорий.
Впадает в реку Самчань (Sham Chun).

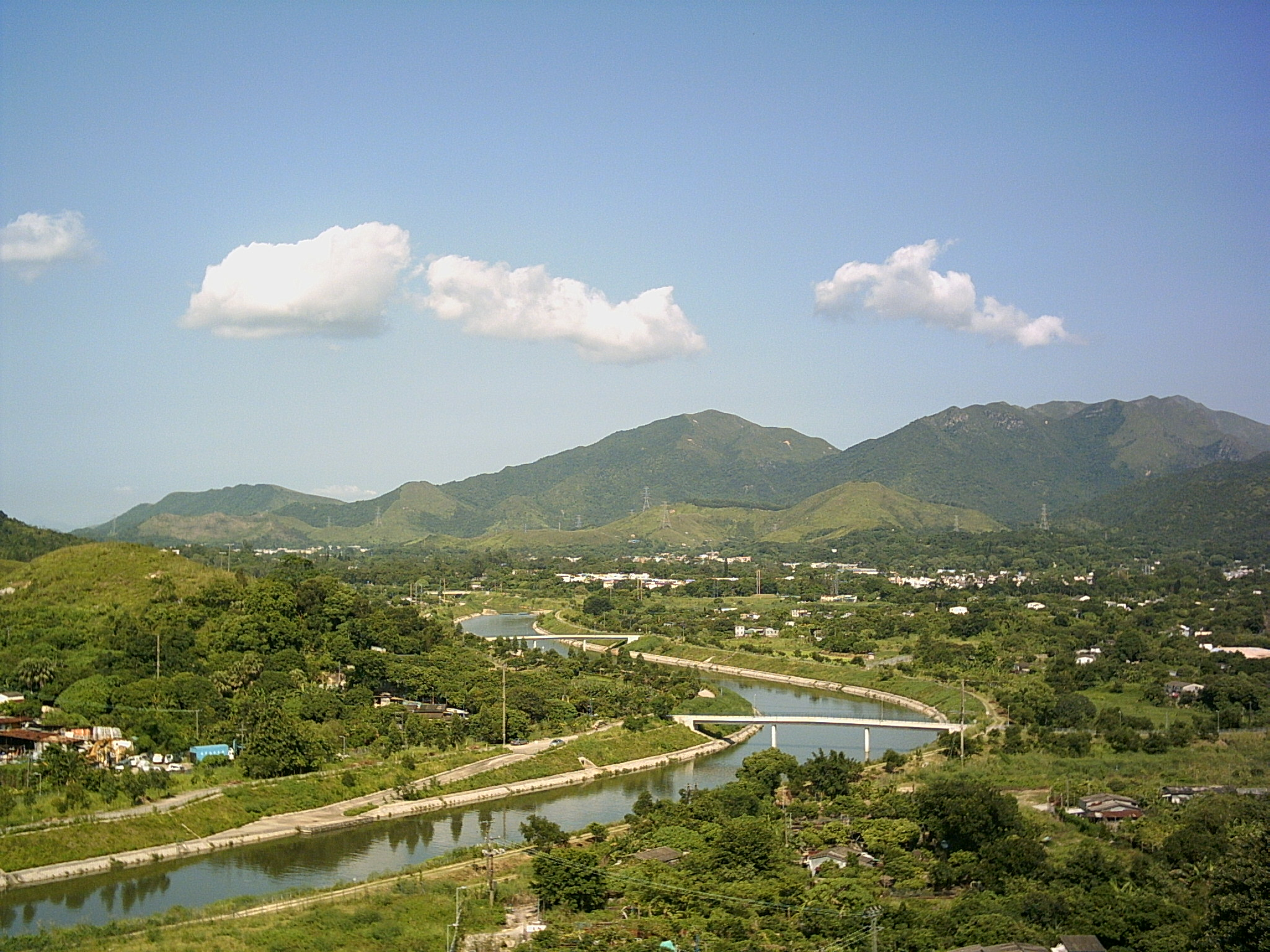
Река Ынтун. Август 2006 года

Притоки реки включают реки Тханьсань и Куаньтхэй. В городе Сёнсуй в Ынтхун впадают реки Сэксён и Сёнъюэ.